# 愛生経
『愛生経』（あいしょうきょう、巴: Piyajātika-sutta, ピヤジャーティカ・スッタ）とは、パーリ仏典経蔵中部に収録されている第87経。
類似の伝統漢訳経典としては、『中阿含経』（大正蔵26）の第216経「愛生経」や、『婆羅門子命終愛念不離経』（大正蔵91）がある。
愛（愛着）と苦の関係にまつわる仏法を、コーサラ国のパセーナディ王らが学んでいく。

## 構成

### 登場人物
- 釈迦
- とある長者
- パセーナディ --- コーサラ国の王。
- マッリカー --- パセーナディ王の妃。
- ナーリジャンガ --- 婆羅門。

### 場面設定
ある時、釈迦は、コーサラ国サーヴァッティー（舎衛城）のアナータピンディカ園（祇園精舎）に滞在していた。
そこには一人息子を亡くして悲しんでいる長者がいたが、釈迦が彼に「愛着が苦悩の原因」だから愛着を断つように説くと、長者は「愛着から生じるのは喜楽であって、苦悩ではない」と反発して帰ってしまう。
この話を伝え聞いたコーサラ国の王パセーナディは、妃のマッリカー、更に彼女の依頼で釈迦を訪ねた婆羅門ナーリジャンガを介して、釈迦の「愛する者を失った女」の喩えを教わり、「愛着から苦悩が生じる」縁起を理解し、三宝への帰依を誓う。

## 日本語訳
- 『南伝大蔵経・経蔵・中部経典3』（第11巻上） 大蔵出版
- 『パーリ仏典 中部（マッジマニカーヤ）中分五十経篇II』 片山一良訳 大蔵出版
- 『原始仏典 中部経典3』（第6巻） 中村元監修 春秋社